# Morris (Illinois)
Morris is een plaats (city) in de Amerikaanse staat Illinois, en valt bestuurlijk gezien onder Grundy County.

## Demografie
Bij de volkstelling in 2000 werd het aantal inwoners vastgesteld op 11.928. In 2006 is het aantal inwoners door het United States Census Bureau geschat op 13.282, een stijging van 1354 (11,4%).

## Geografie
Volgens het United States Census Bureau beslaat de plaats een oppervlakte van 18,5 km², waarvan 17,8 km² land en 0,7 km² water. Morris ligt op ongeveer 165 m boven zeeniveau.

## Plaatsen in de nabije omgeving
De onderstaande figuur toont nabijgelegen plaatsen in een straal van 16 km rond Morris.